# Franca Merte
Franca Merte (* 14. Juni 2004 in Leipzig) ist eine deutsche Volleyballspielerin.

## Karriere
Franca Merte begann mit dem Volleyballspielen in ihrer Heimatstadt Leipzig bei den L.E. Volleys und wechselte später nach Erfurt in die Jugendabteilung von Schwarz-Weiss Erfurt. Zwischen 2019 und 2022 spielte sie für die zweite Mannschaft von Schwarz-Weiss Erfurt und für das mit Sonderspielrecht ausgestattete Nachwuchsteam Volley Juniors Thüringen in der Regionalliga Ost. In der Saison 2020/21 und in der Saison 2021/22 gehörte sie als Ersatzspielerin zum Erstligakader von Schwarz-Weiss Erfurt und kam am 13. November 2021 beim Thüringenderby gegen den VfB Suhl LOTTO Thüringen, welches mit 0:3 verloren ging, zum Einsatz. Nachdem sie in der Saison 2022/23 für die SG Erfurt electronic in der 3. Liga Ost gespielt hatte, wechselte sie zur darauffolgenden Saison in die neugegründete 2. Bundesliga Pro zu den unter dem Namen „ESA Volleys Grimma“ antretenden VV Grimma.